# 리버풀 대학교

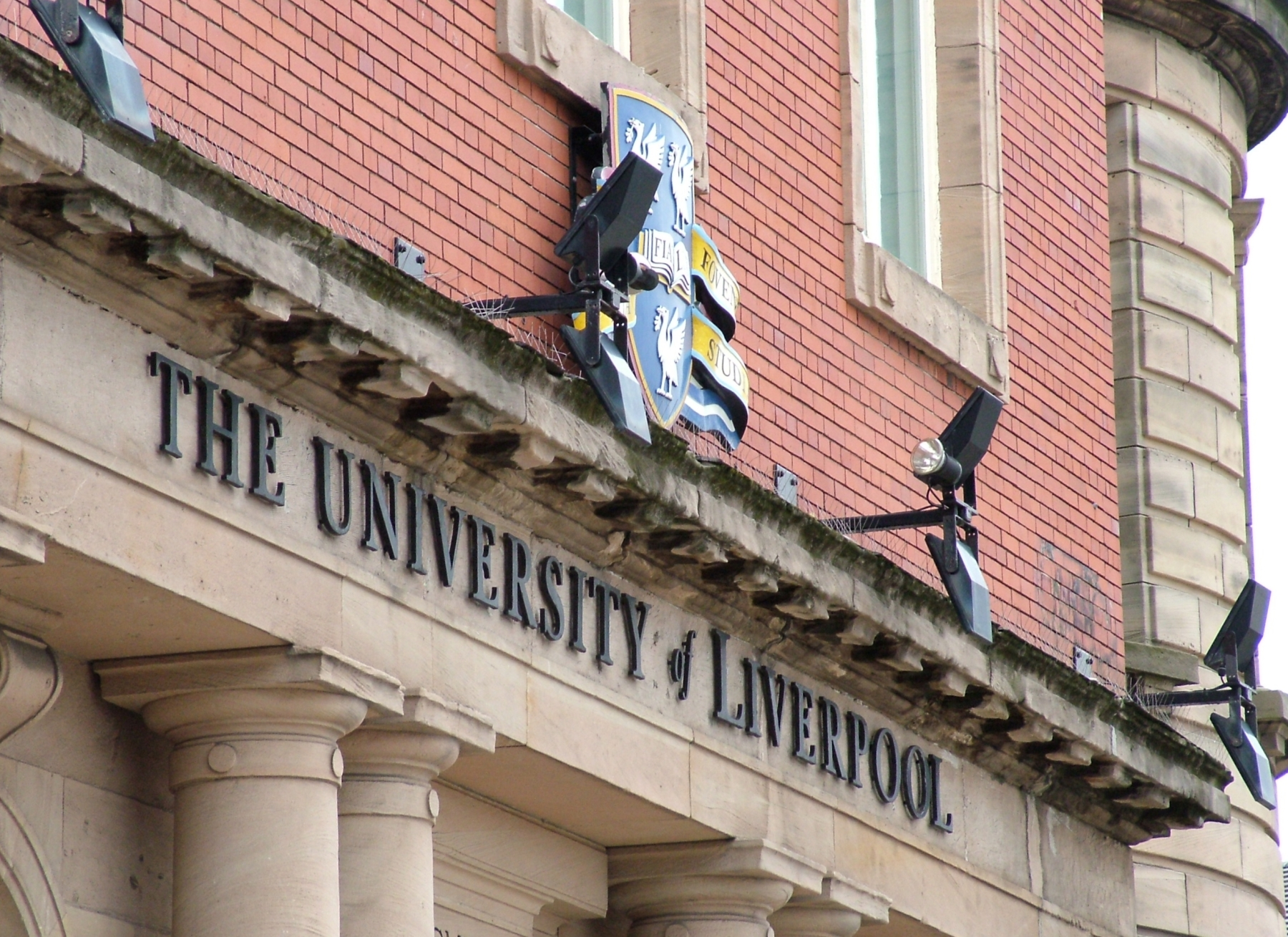

리버풀 대학교(University of Liverpool)는 잉글랜드의 리버풀에 있는 공립 연구 대학이다. 세계 최초로 건축학과를 설립한 대학이다. 1881년에 단과대학으로 설립된 이 대학은 1903년에 학위를 수여할 수 있는 능력으로 영국 왕실 헌장을 취득했으며 또한 6개의 독창적인 '붉은 벽돌' 시민 대학 중 하나로 알려져 있으며 35개의 부서와 학교로 구성된 3개의 학부로 구성되어 있다. 게다가 러셀 그룹, 연구 협력을 위한 N8 리서치 파트너십의 창립 멤버이며 경영학과는 3개의 왕관을 인가 받았다.
2010년부터 쭉 세계 대학 랭킹 100위권 중반대, 영국 내 대학 랭킹 10위권 ~ 20위권 정도에 머물고 있다.학생들의 남녀 성비는 5:5에 가깝고 외국인 학생 비율은 35%에 가깝다. 학생 수는 약 2.5만명에 가까우며 화학, 법학, 컴퓨터 공학, 일반 공학, 고고학, 농업, 수의학 및 식품과학, 건축, 임상 의학, 영문학이 우수한 것으로 유명하다. 이 중 10명의 동문은 노벨상 수상자들이며 과거 교수진 중 한 명도 이들에 포함이 됐었으며, GlobalFoundries, ARM Holdings, Tesco, Motorola 및 The Coca-Cola Company의 CEO등등이 동문으로 유명하다. 게다가 이 학교의 존스턴 연구소에 해양학, 시민 디자인, 건축, 생화학 학부를 설립한 세계 최초의 대학이었다.2006년에는 영국 최초로 중국에 독립대학인 시안자오퉁-리버풀 대학을 설립하여 세계 최초의 중영대학이 되었다. 그밖에 영국에서 7번째로 많은 기부금을 가지고 있다.

## 동문
- 다이촨쩡
- 덩컨 더프
- 둥젠화
- 디아메이드 맥클로흐
- 앤턴 레서
- 크리스 로
- 마틴 리덜랜드
- 애나 맥스웰 마틴
- 클라이브 바커
- 찰스 글러버 바클라
- 박지선
- 웨이드 배럿
- 데이브 브레일스퍼드
- 서형욱
- 존 스노 (언론인)
- 올라프 스테이플던
- 옹텡청
- 이언 커쇼
- 제임스 스털링 (건축가)
- 제임스 채드윅
- 치카 추쿠메리제
- 하르 고빈드 코라나
- 제프리 토머스
- 로드니 로버트 포터
- 피터 툰

그밖에 다양한 인사들이 동문으로 포진해있다.